# Plastic Ono Band
Plastic Ono Band is de verzamelnaam voor een wisselende groep muzikanten die bedacht werd door John Lennon en Yoko Ono en het duo begeleidde op enkele albums en tijdens optredens.

## Biografie
Nadat Beatle John Lennon en zijn vrouw Yoko Ono in 1968 en 1969 de twee experimentele albums Two virgins en Life with the lions hadden opgenomen, besloten ze hun verdere werk onder de naam Plastic Ono Band uit te brengen. Deze groep zou uit henzelf bestaan, plus de muzikanten die hen begeleidden, wie dat ook zouden zijn. Dat dit iedereen kon zijn, maakten ze duidelijk met de advertentie "You are the Plastic Ono Band". In interviews benadrukten ze ook dat iedereen lid was van de Plastic Ono Band.
De eerste single die verscheen onder de naam Plastic Ono Band was Give peace a chance uit 1969. Deze single werd op 1 juni opgenomen in kamer 1742 van het Queen Elizabeth Hotel in Montreal tijdens hun tweede Bed-In. Op een vraag van een journalist antwoordde Lennon: "All we are saying is give peace a chance". Deze regel inspireerde hem om er een nummer over te schrijven. Een paar dagen later werd het nummer opgenomen met alle toen aanwezige gasten. In het koor zijn onder andere psycholoog Timothy Leary, zangeres Petula Clark, komiek Dick Gregory en rabbijn Abraham Feinberg te horen, naast alle journalisten, hotelmedewerkers en leden van de Hare Krishna die op dat moment in de hotelkamer waren. De rommelige opname werd op single uitgebracht en werd over de hele wereld een grote hit. In Nederland haalde het nummer zelfs de eerste plaats van de top 40.
Tijdens de presentatie van de single aan de pers waren John Lennon en Yoko Ono zelf niet aanwezig. De Plastic Ono Band werd toen gepresenteerd als vier holle zuilen van plexiglas met daar in onder andere een microfoon, een versterker en een bandrecorder. De zuilen stelden de vier leden van The Beatles voor en waren een idee van Yoko Ono.
Op 13 september vond in Toronto het eerste concert van The Plastic Ono Band plaats. Op dat moment bestond de groep naast John en Yoko uit Klaus Voormann (ex-Manfred Mann), Alan White (ex-Alan Price Set) en Eric Clapton (ex-Yardbirds, Cream en Blind Faith). In bijna dezelfde samenstelling werd ook de single Cold turkey opgenomen; het enige verschil was dat Ringo Starr drumde in plaats van Alan White. Deze single wist niet het succes van zijn voorganger te halen. John Lennon stuurde op 25 november 1969 zijn koninklijke onderscheiding terug naar Koningin Elizabeth. In een briefje gaf hij drie redenen: het Britse optreden in de Biafra-oorlog, de steun aan de Verenigde Staten in de Vietnamoorlog en het feit dat Cold Turkey aan het dalen was in de hitlijst.
De opnamen die na Cold Turkey volgden, werden uitgebracht onder namen als John Lennon & the Plastic Ono Band of John & Yoko & The Plastic Ono Band. Hoewel de muzikanten elkaar afwisselden, verleenden Klaus Voormann en Alan White vaak hun medewerking aan opnamen van John en Yoko. De naam Plastic Ono Band werd daarna nog tot het album Mind games gebruikt. De albums John Lennon/Plastic Ono Band en Imagine ontvingen in tegenstelling tot de experimentelere albums goede kritieken en werden commerciële successen. De albums leverden ook enkele klassiekers op als Imagine, Mother, Jealous guy en Working class hero. Daarnaast verschenen nog de singles Instant karma!, Power to the people en het kerstnummer Happy Xmas (War is over). Vanaf 1973 brachten John en Yoko hun platen uit onder vermelding van alleen hun eigen namen.
Nadat John Lennon op 8 december 1980 was vermoord, werden postuum de Plastic Ono Band-hits Imagine en Happy Xmas (War is over) opnieuw uitgebracht. Het nummer Instant karma! was in 1992 opnieuw een hit, nadat het werd gebruikt in een reclame van Nike. Daarnaast werd het nummer Give peace a chance in 1991 opnieuw een hit in de versie van het Peace Choir. Dit was een liefdadigheidsproject van Yoko Ono, haar destijds 15-jarige zoon Sean Lennon en Lenny Kravitz, naar aanleiding van de Golfoorlog. Op deze single waren onder andere ook Terence Trent D'Arby, Cyndi Lauper, Little Richard, LL Cool J en Dave Stewart te horen.

## Bezetting
De voornaamste leden van The Plastic Ono Band waren:
- John Lennon
- Yoko Ono
- Klaus Voormann
- Alan White

## Discografie

### Albums
| Album met eventuele hitnotering(en) in de Nederlandse Album Top 100 | Datum van verschijnen | Datum van binnenkomst | Hoogste positie | Aantal weken | Opmerkingen                |
| ------------------------------------------------------------------- | --------------------- | --------------------- | --------------- | ------------ | -------------------------- |
| John Lennon/Plastic Ono Band                                        | 11-12-1970            | 03-02-1971            | 1(9wk)          | 26           | met John Lennon            |
| Shaved fish                                                         | 24-10-1975            | 29-11-1975            | 3               | 20           | met Lennon / Verzamelalbum |

### Singles
| Single met eventuele hitnotering(en) in de Nederlandse Top 40 | Datum van verschijnen | Datum van binnenkomst | Hoogste positie | Aantal weken | Opmerkingen                                                                                 |
| ------------------------------------------------------------- | --------------------- | --------------------- | --------------- | ------------ | ------------------------------------------------------------------------------------------- |
| Give peace a chance                                           | 04-07-1969            | 19-07-1969            | 1(2wk)          | 9            | Nr. 1 in de Single Top 100                                                                  |
| Cold turkey                                                   | 24-10-1969            | 06-12-1969            | 39              | 2            |                                                                                             |
| Power to the people                                           | 1971                  | 10-04-1971            | 7               | 6            | met John Lennon / Nr. 4 in de Single Top 100 / Alarmschijf                                  |
| Imagine                                                       | 1971                  | 06-11-1971            | 6               | 10           | met John Lennon / Nr. 5 in de Single Top 100 / Alarmschijf                                  |
| Woman is the nigger of the world                              | 1972                  | 21-10-1972            | 24              | 5            | met John Lennon & Elephant's Memory and The Invisible Strings / Nr. 21 in de Single Top 100 |
| Happy Xmas (War is over)                                      | 1972                  | 23-12-1972            | 6               | 7            | met John & Yoko & The Harlem Community Choir / Nr. 7 in de Single Top 100 / Alarmschijf     |
| Whatever gets you thru' the night                             | 1974                  | 02-11-1974            | 25              | 4            | als The Plastic Ono Nuclear Band / met John Lennon / Nr. 21 in de Single Top 100            |
| Happy Xmas (War is over)                                      | 1980                  | 03-01-1981            | 6               | 5            | met John & Yoko & The Harlem Community Choir / Nr. 2 in de Single Top 100 / Alarmschijf     |
| Imagine                                                       | 1981                  | 07-02-1981            | 5               | 8            | met John Lennon / Nr. 5 in de Single Top 100                                                |
| Imagine                                                       | 1989                  | -                     |                 |              | met John Lennon / Nr. 83 in de Single Top 100                                               |
| Imagine                                                       | 1999                  | -                     |                 |              | met John Lennon / Nr. 56 in de Single Top 100                                               |
| Happy Xmas (War is over)                                      | 2003                  | -                     |                 |              | met John & Yoko & The Harlem Community Choir / Nr. 78 in de Single Top 100                  |
| Working class hero                                            | 2007                  | -                     |                 |              | met John Lennon / Nr. 98 in de Single Top 100                                               |
| Imagine                                                       | 2007                  | -                     |                 |              | met John Lennon / Nr. 37 in de Single Top 100                                               |
| Happy Xmas (War is over)                                      | 2008                  | -                     |                 |              | met John & Yoko & The Harlem Community Choir / Nr. 53 in de Single Top 100                  |
| Happy Xmas (War is over)                                      | 2009                  | -                     |                 |              | met John & Yoko & The Harlem Community Choir / Nr. 74 in de Single Top 100                  |
| Happy Xmas (War is over)                                      | 2010                  | -                     |                 |              | met John & Yoko & The Harlem Community Choir / Nr. 60 in de Single Top 100                  |
| Happy Xmas (War is over)                                      | 2011                  | -                     |                 |              | met John & Yoko & The Harlem Community Choir / Nr. 84 in de Single Top 100                  |

| Single met hitnotering(en) in de Vlaamse Ultratop 50 | Datum van verschijnen | Datum van binnenkomst | Hoogste positie | Aantal weken | Opmerkingen                                                                                 |
| ---------------------------------------------------- | --------------------- | --------------------- | --------------- | ------------ | ------------------------------------------------------------------------------------------- |
| Power to the people                                  | 1971                  | -                     |                 |              | met John Lennon / Nr. 6 in de Radio 2 Top 30                                                |
| Imagine                                              | 1971                  | -                     |                 |              | met John Lennon / Nr. 9 in de Radio 2 Top 30                                                |
| Woman is the nigger of the world                     | 1972                  | -                     |                 |              | met John Lennon & Elephant's Memory and The Invisible Strings / Nr. 12 in de Radio 2 Top 30 |
| Happy Xmas (War is over)                             | 1973                  | -                     |                 |              | met John & Yoko & The Harlem Community Choir / Nr. 3 in de Radio 2 Top 30                   |
| Happy Xmas (War is over)                             | 1981                  | -                     |                 |              | met John & Yoko & The Harlem Community Choir / Nr. 8 in de Radio 2 Top 30                   |

### NPO Radio 2 Top 2000
| Nummer met noteringen in de NPO Radio 2 Top 2000 | '99 | '00  | '01  | '02  | '03  | '04  | '05 | '06  | '07 | '08  | '09-'14 | '15  |
| ------------------------------------------------ | --- | ---- | ---- | ---- | ---- | ---- | --- | ---- | --- | ---- | ------- | ---- |
| Give Peace a Chance (met John Lennon)            | 853 | 1603 | 1543 | 1467 | 1580 | 1699 | -   | 1679 | -   | 1971 | -       | 1025 |

1. ↑  Een '-' betekent dat het nummer niet was genoteerd en een vetgedrukt getal geeft de hoogste notering aan.
2. ↑  Deze tabel is bijgewerkt tot en met de laatste editie (2024).